# Химич Георгій Лукич
Георгій Лукич Химич (1908—1994) — радянський учений і конструктор, Герой Соціалістичної Праці, лауреат Сталінської премії першого ступеня.

## Біографія
Народився 22 жовтня (4 листопада) 1908 року в селі Уланове (нині Глухівського району Сумської області) в селянській родині. Українець.
У 1929 році переїхав у Свердловськ.
У 1936 році закінчив КПІ імені С. М. Кірова. Потім працював на Уралмаші імені Серго Орджонікідзе. Під час Німецько-радянської війни служив артилеристом.
Після її закінчення продовжив роботу на заводі. У 1946 році керував проектуванням першого в СРСР рейкобалкового стану, який призначався для НТМК..
У 1952 році вступив до лав КПРС. У 1956 році був призначений головним конструктором прокатного обладнання Уралмаш імені С. Орджонікідзе.
26 листопада 1968 року був обраний членом-кореспондентом АН СРСР за спеціальністю «машинобудування».
Депутат Вервної Ради РРФСР 3-5 скликань.
Помер 9 травня 1994 року в Єкатеринбурзі. Похований на Широкореченському кладовищі.

## Наукові досягнення
Георгію Лукичу належить 56 винаходів і 76 патентів. Він є автором 8 монографій та понад 80 статей. Керівник створення ряду унікальних прокатних станів.

## Нагороди та премії
- Герой Соціалістичної Праці (1958);
- орден Леніна[2];
- два ордена Вітчизняної війни II ступеня (28.4.1945; 6.4.1985)
- орден Червоної Зірки (22.9.1944)[3]
- медалі
- Сталінська премія першого ступеня (1950) — за створення радянського рейко-балкового стану;
- Державна премія СРСР (1979)[4]— за створення і впровадження високопродуктивних слябових машин безперервного лиття заготовок криволінійного типу для металургійних комплексів великої потужності
- Заслужений винахідник РРФСР(1965)[5]
- Почесний громадянин Свердловська (1973);